# ان‌جی‌سی ۶۵۳۹
ان‌جی‌سی ۶۵۳۹ (انگلیسی: NGC 6539) نام یک کهکشان است.